# Tibério Júlio Segundo
Tibério Júlio Segundo (em latim: Tiberius Iulius Secundus) foi um senador romano nomeado cônsul sufecto para o nundínio de abril a junho de 116 com Marco Egnácio Marcelino. Seu nome indica que ele era oriundo das províncias orientais. Além do consulado, seu único cargo conhecido foi de procônsul da África entre 131 e 132.